# Człowiek duch
Człowiek duch – album rapera Szada i producenta muzycznego Szura. Wydawnictwo ukazało się 3 czerwca 2016 roku nakładem wytwórni muzycznej Labirynt Records.
Album dotarł do 2. miejsca polskiej listy przebojów – OLiS.

## Lista utworów
Opracowano na podstawie materiału źródłowego.
1. „Outro” (prod. Szur) – 1:32
2. „Człowiek duch” (prod. Szur, Cuty DJ Slime) – 3:59
3. „Mniej – Więcej” (prod. Szur Cuty DJ Qmak) – 4:09
4. „Właściciele rzeczywistości” (prod. Szur) – 3:16
5. „Karabiny z drewna” (gościnnie: Mustafa, prod. Szur, Cuty DJ Slime) – 5:18
6. „Cień” (prod. Szur) – 4:09
7. „Pęknięcie (skit)” (prod. Szur) – 1:18
8. „Wentyl” (prod. Szur) – 4:17
9. „Atom” (prod. Szur, Cuty DJ Qmak) – 7:42
10. „Kaktus” (prod. Szur, scr. DJ Slime) – 3:54
11. „Nie halo” (gościnnie: Oxon, prod. Szur, Cuty DJ Qmak) – 3:31
12. „Podświadomość” (prod. Szur) – 2:46
13. „Rysa (skit)” (prod. Szur) – 1:25
14. „Rzecz ludzka” (prod. Szur) – 2:59
15. „Smilodon” (prod. Szur, Cuty DJ Slime) – 3:54
16. „Nie trzeba wiele mi” (prod. Szur, Cuty DJ Qmak) – 2:48
17. „Śpiew syren” (gościnnie: Roma, prod. Szur, Cuty DJ Slime) – 4:19
18. „O tym” (prod. Szur, Cuty DJ Slime) – 4:57
19. „Intro” (prod. Szur) – 1:16